# La noia del metro
La noia del metro  (títol original: On the Line) és una pel·lícula estatunidenca de 2001. Protagonitzada per Lance Bass i Emmanuelle Chriqui. La pel·lícula va ser dirigida per Eric Bross i va ser escrita per Eric Aronson i Paul Stanton, sobre la base del seu curtmetratge del mateix nom. Ha estat doblada al català

## Argument
Kevin (Lance Bass) un empleat d'anuncis ho té tot a favor, no obstant això, la seva falta de fe en si mateix de sempre l'impedeix reconèixer l'amor i la felicitat, fins i tot si aquests estan asseguts al seu costat. Quan coneix a una noia anomenada Abbey (Emmanuelle Chriqui) al tren L de Chicago immediatament se senten mútuament atrets, no obstant això ell deixa escapar l'oportunitat al no atrevir-se a preguntar-li el seu nom i demanar-li el número de telèfon.
Incapaç de trobar-la, o com a mínim d'oblidar-la, Kevin i els seus col·legues organitzen una massiva campanya per localitzar Abbey. Mentrestant, es converteix en el "noi de l'amor perdut" del pòster repartit per tot Chicago així com l'objecte d'afecte de totes les noies. No obstant això, el fil del destí que va unir una vegada a Kevin i Abbey en un vagó del tren aeri sembla disposat a repetir l'operació, demostrant que l'amor ens donarà una segona oportunitat si ens atrevim a arriscar-nos.

## Repartiment
- Lance Bass: Kevin.
- Emmanuelle Chriqui: Abbey.
- Joey Fatone: Rod.
- Jerry Stiller: Nathan.
- Richie Sambora: Mick Silver.
- James Bulliard: Randy.
- Dave Foley: Higgins.
- Tamala Jones: Jackie.
- Al Green: ell mateix.
- Ananda Lewis: ella mateixa.
- Sammy Sosa: ell mateix.
- Justin Timberlake (en els crèdits).
- Chris Kirkpatrick (en els crèdits).

## Rebuda
- La pel·lícula va ser produïda amb un pressupost de 10 milions de dòlars. Miramax va comercialitzar la pel·lícula en gran manera cap a les fans adolescents de *NSYNC, i la banda sonora de la pel·lícula incloïa cançons de les sensacions pop adolescents del moment: Mandy Moore i BB Mak, juntament amb temes inèdits de *NSYNC i Britney Spears. No obstant això, la pel·lícula va ser un fracàs en taquilla, i va recaptar només 4,3 milions dòlars al país.[4]
- La pel·lícula va ser molt criticada, especialment pel crític Roger Ebert.[4]
- "Agradable bri de comèdia romàntica (...) Encara que sigui nímia, almenys no és condescendent ni transparentment sintètica com els productes dirigits al seu públic (...) el seu humor és bombollejant i la seva música dolçament animosa"[5]